# Julia Przyłębska
Julia Anna Przyłębska, nata Żmudzińska (Bydgoszcz, 16 novembre 1959), è una giudice polacca, presidente del Tribunale costituzionale polacco dal 2016.

## Biografia
Nata a Bydgoszcz, nel voivodato della Cuiavia-Pomerania, è figlia del notaio Wolfgang Józef Żmudziński.
Diplomatasi nel 1978, ha iniziato gli studi presso la facoltà di giurisprudenza dell'Università Adam Mickiewicz di Poznań laureandosi nel 1982.
Nel 1988 ha iniziato a lavorare presso il tribunale distrettuale di Poznań, mentre tra il 1991 e il 1998 ha lavorato come giudice presso il tribunale regionale della stessa città.
Nominata giudice del Tribunale costituzionale polacco nel 2015, diventa presidente dello stesso nel 2016, alimentando la crisi costituzionale sulla sua nomina da parte del partito Piattaforma Civica.

### Vita privata
Ha sposato Andrzej Przyłębski, docente di filosofia presso l'Università Adam Mickiewicz di Poznań e ambasciatore polacco in Germania, da cui ha avuto due figli: Marcin, nato nel 1980, e Alan, nato nel 1975.